# シルバーレイン
シルバーレインは、トミーウォーカーが運営するプレイバイウェブ。同社TWシリーズの2作目に当たる。システム開発はASH有限会社、メインイラストレーターはこやまひろかず。略称は『銀雨』。
現代日本を舞台に、過去700年に渡って歴史の影から世界を守護してきた「世界結界」のほころびにより発生した「シルバーレイン」現象が生み出した「ゴースト」と、それに対抗できる「能力者」を育成するべく鎌倉市に設立された「銀誓館学園」の生徒達の戦いと青春を描く、学園伝奇PBW。
公式サイト上では「main illustration ： こやまひろかず （TYPE-MOON）」と表記されているが、企業としてのTYPE-MOONとの関連はなく、こやま個人の活動として制服やアイテムのデザイン、キャラクターの作成を行っている。
なお、グループSNEの制作によるテーブルトークRPG版も出版されている。(#テーブルトークRPG版の節を参照）
2012年12月31日にサービスを終了した。
2021年10月31日にTWシリーズの六作目である「第六猟兵」にてシルバーレインの世界が実装され、向こうに舞台を移した「正当続編」として扱われる事がアナウンスされた。

## 特徴
- 本作の世界観で最も特徴的なのが「世界結界」の存在である。世界結界は、人々の「不思議なことなど有り得ない」と信じる思い込みを力の源とし、超常の存在や現象を一般人の目から覆い隠す。その力は人々に「常識による虚像（目の前で人が巨大な怪物に殺されても、トラックにでもひかれたと思い込む）」を見せるほど強力なもので、ゴースト達も一部の例外を除いては、世界結界の影響下では活動が制限される。ただし、人々がそれまでの常識を疑い出すと、結界の効力が弱くなってしまう。本作の主な舞台である日本列島だけは、世界結界の作り出した歪みが集中する場所となっており、結界が正しく作動しない。その原理や成り立ちについては解明されていない。
- 「ゴースト」は基本的に人類との共存は不可能な、交渉の余地の無い敵として描かれているが、例外的に「使役ゴースト」のみは、能力者のパートナーとして共に戦える。使役ゴーストに関しては謎が多く、何故彼らのみが能力者のパートナーになり得るのか、通常のゴーストを使役ゴースト化できるのか、そもそも通常のゴーストと使役ゴーストを識別する方法はあるのかなど、全てが不明である。
- ゴーストには大きく分けて、特定のテリトリー内で大きな力を振るう「地縛霊」、自分に愛情を抱く者の血液を得て身体を維持する「リビングデッド」、常に苦痛に苛まれている動植物のゴースト「妖獣」、高い知能を持つ女性型ゴースト「リリス」、無機物ゴースト「メガリスゴースト」の五種類が存在する。ゴーストは、長い平和に慣れきった現代人には非日常の世界に属する「恐るべき敵」だが、後述する「来訪者」など世界の真実を知る者の視点では「自然現象」であり、襲われれば倒すだけの「野生動物」も同然と映るらしい。なお、地縛霊、リビングデッド、妖獣の三種がほとんど知性を持たない（あったとしても断片的）のに対し、リリスだけは並の人間と同等以上に賢く、能力者の素質を持つ人間を好んで狙う性質がある。メガリスゴーストは2008年12月に登場したゴーストで、後述のメガリスの力によって発生。一般人を操り行動する。
  - 2011年3月末から「万色の稲妻」という謎の現象により変異した「抗体ゴースト」が登場。全般的な特徴としては能力者の詠唱兵器と同質の力を持つ「抗体兵器」を所持している。現在強力な「抗体領域」を展開できる「抗体地縛霊」、妖獣の進化系で妖獣を従える「獣人」、強力な魅了能力を持つ「パフュームリリス」、能力者を殺して存在を維持し正体を隠蔽できるリビングデッド「ナンバード」、残留思念が邪悪な一般人に憑依した「ダブルフェイス」、一度滅びたゴーストを抗体ゴーストとして、埋まっていた死体をリビングデッドとして復活させる「ルールー（真の名はトゥルダク）」、能力者と同等の力を持ち抗体兵器を振るう「デッドエンド」が確認されている。
- TW1無限のファンタジアにおける「列強種族」に近い立場の存在として「来訪者」がある。彼らは「世界結界」が形成される以前の忘れ去られた歴史において、ある者は人類と敵対し、またある者は人類と共存していた「地球外起源の知的存在」である。現代においては「土蜘蛛戦争」を経て、初めて人類にその存在を再認識された。来訪者の多くは、能力者をも凌駕する強大な力とゴーストには無い組織力、そして巨大な力を秘めた古代の遺産「メガリス」を所有しており、過去の繁栄を取り戻すべく、能力者や他の来訪者達と勢力争いを繰り広げている。来訪者の間にもそれなりのルールが存在し「因縁深い敵対種」でも無い限り、理由無く他の来訪者へ攻撃を仕掛けることは「無法」とされるらしい。
- TW1での「グリモア」が破壊不可能な神の力の結晶であるのに対し、「メガリス」は破壊することで真価を発揮する（ただし、1つの能力者組織の総力を結集しなければならない）という風変わりな特徴を有し、破壊した時に発動する「メガリス破壊効果」（TW1でのグリモアエフェクトに相当）も組織ごとに異なる。メガリス破壊効果は、各組織の特徴を反映したものであることが多い（若い力の集う銀誓館学園のメガリス破壊効果は、一度だけ死亡を防ぎ、10分の休憩で負傷やアビリティ使用回数を全快させる「生命賛歌」）。メガリスそのものも何らかの特別な力を持ってはいるものの、関わった者に災厄をもたらすような力である場合が多く、しばしば怪奇事件の元凶になっている。
- 能力者は、たとえ戦闘不能に陥ったとしても、幸運度チェックに成功すれば魂が肉体を凌駕し、ギリギリのところで立ち上がれる。これにより、漫画などでよく見られる「すでに立ち上がれないほどのダメージを受けているにもかかわらず、根性で立ち上がる」シチュエーションをルールに則った形で再現できるようになった。
- キャラクターが所属するキャンパスとクラス、担任や教室内での席順が決められている。また、担任や各クラスの人数設定などは多種にわたっており、巨大校における学園生活を演出している。
- TW1では追加要素として「新種族の追加」や「追加アビリティ」があったが、本作では「新ジョブ追加」がそれにあたる。「ジョブチェンジ」のシステムがあるため、1人のキャラクターが多くのジョブを経験することも可能。ゲーム開始から現在まで、年間10前後のジョブが追加されており、まだまだ増えるようだ。「新種族」ならば、その種族でプレイしたければ新たにキャラクターを作る以外無いが、「新ジョブ」であれば、そのジョブを「結社ジョブ」として取得することで、既存のキャラクターでもチェンジ可能となるのが大きな違い。
- ストーリー上の主な舞台は日本に限定されているが、海外を起源とするジョブもストーリーの展開次第で様々な理由から手に入る場合もある（現状、来訪者達は日本以外で本来の力を発揮できる場所が極めて限られているので、自然に日本へ集まってくる）。

## ジョブ
キャラクターは、キャラクター背景と、本業能力と呼ばれる特殊能力を含めた全ての要素を得る「本業ジョブ」と、アビリティ能力と装備可能武器の増加の恩恵のみを得る「バイトジョブ」をそれぞれ1つずつ得ることができ、「ジョブチェンジ」によりこれらを自由に変更できる（幸運度を消費）。キャラクターのジョブは「本業ジョブ×バイトジョブ」と表記される（例：魔剣士×符術士）。なお、ジョブの中には「来訪者ジョブ」と呼ばれる人類以外を表すジョブも存在するが、ジョブチェンジによって任意に変化できることに変わりはない。
シルバーレインの世界において、キャラクターが就けるジョブには以下のものがある。

### PCが就けるジョブ
以下の並び順は「キャラクター作成」ページで表示される順。
魔剣士
闇の力を操る剣士。本業能力は一般人から視認されなくなる「闇纏い」。
気魄能力値が高く、攻撃アビリティと自己回復・強化アビリティを持つバランスの良いジョブとなっている。
ゲーム開始時より選択可能。
ファイアフォックス
熱と光を操れる超能力者ジョブ。本業能力は陽光を浴びて体力を回復する「太陽再生」。
気魄能力値が特に高く、相手に炎の追加ダメージを与える「魔炎」のアビリティを使用できる。
ゲーム開始時より選択可能。
青龍拳士
古来から伝わる武術を使って戦う、四神の名を冠した格闘家ジョブ。本業能力は一般人を威圧し無力化する「王者の風」。
バランスの取れた能力を持ち、決まった順序で使うことで何度でも使用が可能な、「連携」のアビリティが最大の特色である。
ゲーム開始時より選択可能。
符術士
特殊な符で戦う陰陽師ジョブ。本業能力は使用者の偽者を作成し、代わりに生活させる「偽身符」。
術式能力値が高く、相手を深い眠りに誘ったり味方を治癒したりする補助的なジョブ。
ゲーム開始時より選択可能。
水練忍者
忍者の中でも、水遁の術を得意とするジョブ。本業能力は水中で呼吸ができる「水中呼吸」。
術式能力値が高く、低コストの攻撃アビリティや分身して防御力を上げるアビリティを持つ扱いやすいジョブ。
ゲーム開始時より選択可能。
魔弾術士
西洋系の魔法使い・魔女のジョブ。本業能力は猫に変身できる「猫変身」。
術式能力値が特に高く、攻撃アビリティと自己回復・強化アビリティを持つバランスの良いジョブだが、他の初期ジョブに比べて比較的コストが重い。
ゲーム開始時より選択可能。
白燐蟲使い（びゃくりんちゅうつかい）
体内に飼っている蟲で戦うジョブ。本業能力は周囲を照らし出す「白燐光」。
神秘能力値が高く、味方への回復・全攻撃力強化を同時に行える強力なアビリティ「白燐奏甲」が最大の長所。
ゲーム開始時より選択可能。
霊媒士
使役ゴースト（後述）を操ることに長けたジョブ。本業能力はゴーストに殺された死者の最期を見ることができる「断末魔の瞳」。
使役ゴーストと合体することで自らの能力を飛躍的に向上させる「ゴースト合体」をメインに戦う。
ゲーム開始時より選択可能。
フリッカースペード
音楽を操るジョブ系統「フリッカー」の中でも、歌の扱いに長けたジョブ。本業能力は歌に自分の主張を乗せる「コトダマヴォイス」。
神秘能力値が特に高く、全てのアビリティが範囲に効果を及ぼして攻撃・補助・回復と万能にこなす。
また、フリッカーハート登場までのおよそ3年間、装備可能な5種の武器が全て他のジョブでは装備できない専用アイテムとなっていた。
ゲーム開始時より選択可能。
ゾンビハンター
ゴーストを倒す為にのみ生み出されたジョブ。本業能力はゴーストのいる方向を探知する「死人嗅ぎ」。
気魄能力値が高く、攻撃アビリティを持つ他、アビリティで粉塵爆発を発生させることもできる。
ゲーム開始時より選択可能。
ヘリオン
光を操る超能力者ジョブ。本業能力は上空に光で文字を書く「ヘリオンサイン」。
神秘能力値が高く、遠距離攻撃・範囲・自己回復＋強化と極めてバランスが取れた能力を持っている。
メガリス「大帝の剣」を手に入れた結果運命の糸が繋がり、2007/03/13に入学。
月のエアライダー
特殊な靴、エアシューズを扱うことに長けたジョブ。本業能力はどんなに高い所からでもノーダメージで飛び降りることができる「エアライド」。
「回避困難」な攻撃アビリティや、攻撃を外すまでダメージが上昇するが外すとHP1になる「ハイスピード」を得るアビリティなどを持つトリッキーなジョブ。
土蜘蛛との戦いの際に救出に成功したことで、2007/03/15に入学。
土蜘蛛
古代日本に存在し、封印されていた蜘蛛族の来訪者ジョブ。本業能力は蜘蛛族の体力を温存する「巣作り」。
銀誓館に入学した葛城山の一派の他に東北にも勢力が存在したが、現在はその力を失っている。
気魄能力値が高く、全てのアビリティはコストに比べ極めて高い攻撃力や性能を持つが、反動で使用後一時的にアビリティが使えなくなる。
背中から蜘蛛の足を生やすなど人外ならではの技を持つ。また、腕に装着する巨大武器「赤手」が象徴的で、TRPG版ルールブックの表紙も飾った。
2007/04/01からの戦争で銀誓館に敗北、半年の再教育を受け鋏角衆と共に2007/10/01に正式入学。
鋏角衆（きょうかくしゅう）
土蜘蛛の出来損ないである、蜘蛛族の来訪者ジョブ。本業能力は近くの蜘蛛族の位置を知ることができる「蜘蛛族感知」。
コストが少し重い代わりに自分の使役ゴーストにも使用させることができる、特殊なアビリティを所有している。
2007/04/01からの戦争で銀誓館に敗北、半年の再教育を受け土蜘蛛と共に2007/10/01に正式入学。
土蜘蛛の巫女
来訪者・土蜘蛛に仕える現代の巫女のジョブ（蜘蛛族や来訪者ジョブではない）。本業能力は土蜘蛛の傷を癒す「巫女のひざまくら」。
回復と同時にバッドステータスを回復したり、他者の気魄攻撃力をアップさせる補助的な能力に優れるジョブ。
その為、気魄攻撃が得意で全てのアビリティで反動を受ける土蜘蛛と非常に相性が良く、まさに「土蜘蛛の」巫女と言うべき性能になっている。
2007/04/01からの戦争で銀誓館に敗北、投降。2007/04/17に入学。
牙道忍者（がどうにんじゃ）
忍者の中でも、己の中の獣の力を操るジョブ。本業能力は地面に潜って冬眠できる「野獣の眠り」。
気魄能力値が高く、必要CPは多めだがデメリット無しに強力な破壊力を持つ攻撃を得意する。
里を襲っていたクマ妖獣を銀誓館が退治したことで、2007/06/15、学園祭の終了後にフリッカークラブと同時入学。
フリッカークラブ
音楽を操るジョブ系統「フリッカー」の中でも、ギターの扱いに長けたジョブ。本業能力はセッションした相手の主張を感じ取る「スピリチュアルビート」。
術式能力値が高く、範囲へのバッドステータス攻撃を得意とする他、相手の回復を封じる「アンチヒール」を与える攻撃アビリティも持つ。
メガリス「天女の羽衣」の力で運命の糸が繋がり、2007/06/15、学園祭の終了後に牙道忍者と同時入学。
フランケンシュタインの花嫁
使役ゴースト「フランケンシュタイン」と添い遂げることを誓った者のジョブ。本業能力は使役ゴーストの体力を回復する「ゴースト再生手術」。
なお、ジョブ名とは違いフランケンシュタインを所持していなくても、また女性でなくても習得できる。
自分の使役ゴーストを回復・強化させるアビリティを得意とし、特に気魄の高い使役ゴーストと相性が良い。
悪夢に囚われていた少女を銀誓館の能力者が救出したことで、2007/08/31に入学。
コミックマスター
卓越した漫画の才能と情熱を力に変えるジョブ。本業能力は途中まで完成させた漫画原稿を自動で完成させる「ゴーストライティング」。
アビリティは自分の妄想原稿で範囲攻撃を行う代わり反動を受ける「パラノイアペーパー」、栄養剤を投げつけ味方を回復・強化する「ギンギンパワーZ」など。
設定もアビリティも全てが風変わりな、シルバーレイン有数の変わり種ジョブである。
夏の同人誌即売会で覚醒して様々な事件が発生していたが、それを解決したことで2007/09/19、前期期末テスト2日目に入学。
除霊建築士
大陸を発祥とする、建造物の不浄を祓う風水師のジョブ。本業能力は建物に満ちた不浄な気を取り除き、ゴーストの嫌がる部屋を作れる「除霊建築学」。
術式能力値が高く、敵を足止めしたり石化させるバッドステータスを与えるアビリティを得意とする。
悪の除霊建築士との戦争に勝利したことで、2008/03/30に入学。
貴種ヴァンパイア
西洋の吸血鬼の来訪者ジョブ。本業能力は同意した一般人を従属種ヴァンパイアに変える「吸血儀式」。
術式能力値が特に高く、範囲内の敵全員からHPを吸収する攻撃が特色。その他、近接全周にダメージを与える攻撃なども持つ。
世界結界の影響の少ない新たな拠点を求めて来日した彼らと長く友好を深め続けた結果、2008/06/26に入学。
従属種ヴァンパイア
貴種ヴァンパイアに血を吸われ、ヴァンパイアの力に目覚めたジョブ。本業能力は、貴種ヴァンパイアの血を浴びて休むと傷が治る「従属再生」。
噛み付きや体当たりなどの肉弾攻撃は運次第で威力や効果が変わり、比較的ギャンブル要素の高いジョブとなっている。ただし長射程攻撃は逆に命中しやすい。
吸血鬼組織と長く友好を深め続けた結果、2008/04/07、新年度の開始時に入学。
ナイトメア適合者
悪夢に住まう来訪者「ナイトメア」（後述）を屈服させその力を取り込んだジョブ。本業能力は夢の中に入れる「ドリームダイブ」。
神秘能力値が高く、深い眠りをもたらしたり範囲回復・強化ができるほか、行動不能の相手に回避されにくい「暗殺」効果を持つアビリティも使える。
如雨露や枕と言った、非常に変わった武器を装備できる点も特徴。
ナイトメアに囚われていた少年を救出したことで覚醒し、2007/12/03に入学。
クルースニク
魂の根源に眠る「魔狼」の殺戮衝動を駆使して戦う、人狼の来訪者ジョブ。本業能力は狼に変身できる「狼変身」。
攻撃アビリティは自分への治癒が無効となる反動を受ける代わりに青龍拳士同様の「連携」を行える。強力な分、必要CPは極めて重い。
夢の中に植えつけられていた悪しき洗脳を銀誓館で取り除いたことにより、2008/01/09に入学。
黒燐蟲使い（こくりんちゅうつかい）
呪いの力を秘めた蟲、黒燐蟲を体内で飼っているジョブ。白燐蟲使いと対を成すジョブと思われる。本業能力は蟲化して誰かの体の中に入る「黒燐憑依法」。
気魄能力値が特に高く、優れた攻撃アビリティに加え、必要CPは高いものの自己強化も持つ攻撃万能ジョブ。
村のメガリスを利用していたリリスを退治したことで、2008/06/02に入学。
雪女
氷雪を操る術の使い手、雪女の来訪者ジョブ。本業能力はどんな寒さにも適応でき、一定値以下の気温で体力を回復する「寒冷適応」。
神秘能力値が特に高く、魔氷系のバッドステータスを伴う攻撃アビリティの他、「雪だるまを身に纏う」個性的なビジュアルのアビリティも所有している。
当代の監視者が役割を放棄したことによる一連の事件が解決され、2008/06/09に入学。
ブロッケン
世界を拒絶し歪める「原初の霧」の力を操る超能力者ジョブ。本業能力は一般人に対し自分を魔物の姿に見せる「ブロッケンの魔物」。
神秘能力値が高く、複数の敵を「武器封じ」をして攻撃力を0にしたり、自身の近接攻撃を「射程アップ」で遠距離に飛ばすと言った独特の効果を発揮するアビリティを持つ。
「夜霧の鷹」と呼ばれる能力者集団との競争に勝利し、2008/07/28に入学。
シルフィード
何者にも縛られない「自由な心」を、風に変換して操る超能力者ジョブ。本業能力は風を纏うことで「闇纏い」と同様の効果を得る「旅人の外套」。
術式能力値が高く、土蜘蛛の巫女同様のバッドステータス回復アビリティの他、回避・防御されるとHPが1になる代わりに高威力のアビリティなどを所有する。
一般人によって囚われ研究されていた子供たちを救出し、2008/07/29に入学。
呪言士
四国で妖獣の封印された石を守っていた組織『天輪宗』のジョブ。本業能力は闇を呪うことで「白燐光」と同様の効果を得る「光明呪言」。
神秘能力値が高く、自己強化されている相手のみにバッドステータスを与える「E●●」と言う追加効果を持つアビリティを使用できる。
若い能力者達の説得に成功したことで、2008/12/01に入学。
ヤドリギ使い
欧州の森に住んでいた、自然を友とする魔法使いのジョブ。本業能力は自然の中を歩く時に自然と道ができる「隠された森の小路」。
神秘能力値が特に高く、絶対に相手を殺さない「慈悲」のアビリティや、自分ともう1人に同時を強化・回復するアビリティを持つ。
欧州での戦いで銀誓館に興味を持った一派が白神山地に引越し、2009/01/08に入学。
白虎拳士
「気」の流れを制御し武術として繰り出す、四神の名を冠した格闘家ジョブの一つ。本業能力は青龍拳士と同じ「王者の風」。
術式能力が高く、青龍拳士と同様に全能力値で「連携」が使用できるが、連携する方向が青龍拳士と正反対になっている。
通常より回数が少ない代わりに威力の高いアビリティ、自身の全攻撃力を上昇させる構えなどを持つ。
メガリスの力によって開催された闘技大会で打倒したことで銀誓館と友好関係を結び、2009/02/02に入学。
ゴーストチェイサー
ゴーストを追跡し、一撃必殺の元に撃破することを身上とするジョブ。本業能力は一定時間ゴーストの位置を把握可能になる刻印を打ち付ける「ゴーストチェイス」。
気魄能力値に優れ、パイルバンカー型の詠唱兵器や威力の高いアビリティを所有する他、相手を怒り状態にしつつ自分を強化するアビリティを持つ。
キャラクター作成時に本業として選択した場合は出身都道府県を選択でき、生まれの項目に反映される。
巨大ゴーストや岩手県の内紛を初めとする、様々な関連事件を解決したことで、2009/7/22に入学。
フリッカーハート
音楽を操るジョブ系統「フリッカー」の中でも、ダンスに長けたジョブ。本業能力は一緒にダンスを楽しむことでお願いを聞いてもらえるようになる「ウィッシュダンス」。
気魄能力値が高く、周囲の敵に「踊り」のバッドステータスを与えつつ自分を強化するアビリティが特徴的。攻撃アビリティは反動を受けるが、「ファンファーレ」が発生する。
また、装備可能な武器に「バールのようなもの」（原文そのまま）が存在する。
リリスに襲われている資質者を助けたことで、2009/07/20、学園祭終了後に入学。
科学人間
サンダーバード（後述）によるＤＮＡ情報の改造によって、人工的に生み出された能力者。本業能力は、どんな地図でも現在位置のマーカーを表示させられる「スーパーＧＰＳ」。
術式能力が高く、攻守のバランスがとれたアビリティを使用できる。
第一号として生み出された少女が銀誓館での稼動実験を経て銀誓館学園に入学したことで、2009/12/11に入学。
妖狐
狐の耳と尻尾を生やすことで妖力を制御する来訪者ジョブ。本業能力は狐に変身できる「狐変身」。
金毛九尾を女王とし、銀誓館と敵対する中国妖狐と、なよ竹の里に住んでいて、銀誓館に入学した日本妖狐が存在する。
神秘能力が高く、当たり難い代わりに活性化しやすく威力の高い攻撃や範囲攻撃と範囲回復を同時に行うアビリティなどを持つ。
2009/02/08のリアルタイムイベントにおいて捕虜となった一部の妖狐が仲間になることを申し出て、一時的にNPC専用ジョブになっていた。
その後、日本妖狐の一派を救出したことで、2010/01/15に正式に入学。
サンダーバード
アメリカを発祥とする、雷を操る超能力者ジョブ。本業能力は、自らの肉体を電気に変え、電線等を移動できる「電送」。
かつて人類に「雷文明」をもたらしたとされ、トーテムポールによって世界の真実を代々語り継いできた。前述の科学人間も作り出した組織でもある。
術式能力が高く、通常よりも効果は低い代わりに複数の味方の攻撃力をアップさせられるアビリティなどを持つ。
MMOに関する事件、原初の吸血鬼に関する戦争を経て友好関係を結び、2010/02/10に入学。
太陽のエアライダー
月のエアライダーと対をなすジョブ。本業能力も月のエアライダーと同じ「エアライド」。
気魄能力が高く、月のエアライダーと極めて似通ったアビリティ構成を持つが、こちらは「超魔炎」のアビリティを持つ。
宮崎県での原初の吸血鬼に関する事件を契機に出会い、幾度かの共闘の後、2010/07/02に巡礼士と共に入学。
巡礼士
突撃槍と西洋甲冑を纏った欧米人の集団。
「イグニッション」と酷似した技術である「リベレイション」を使用する。本業能力は、メガリス「聖杯」の位置と距離を探知し、そこに向かう間は飲食が必要なくなる「聖杯探索」。
神秘能力が高く、味方全体に「射程アップ」を付与するアビリティを持つ。
銀誓館のNPCを襲撃し詠唱銀を奪ったが、後に捕虜解放などを経て和解、2010/07/02に太陽のエアライダーと共に入学。
「リベレイション」技術は銀誓館と巡礼士の共同研究の末、詠唱調律車両での実験を経て後述の「真ジョブ」獲得のきっかけとなった。
処刑人
歴史の闇に潜む「悪」を断罪することを使命とする、欧州の能力者集団。本業能力は敵の重傷・死亡率を上げる「処刑の庭」。
気魄能力にやや優れ、全ての攻撃アビリティに「追撃」の効果がついている。
銀誓館学園とは対立していたが、共通の敵である吸血鬼を倒すため共闘。友好関係を深め、2010/09/22に入学。
書道使い
「文字」を書くことでそこに秘められた霊的な力を引き出す日本古来からの術師。本業能力は紙などに巨大な文字を書くことで一般人を虚脱させられる（簡単な命令もできる）「大書道」。
術式能力に優れ、「超」の付くバッドステータスを伴うアビリティを持つ。
おもに京都で活動し、超巨大ゴースト「不滅の災い」を封じるために戦っていた。そんな中銀誓館学園と出会い、「不滅の災い」に対しての共闘や学園祭で友好関係を深め、2011/07/18に入学。
ルナエンプレス
小説「シルバーレイン・アーリーデイズ」のヒロインのジョブで、月より来た来訪者ジョブ（漢字表記は『月帝姫』）。膨大な魔力を秘めた月光を自在に操り戦う。本業能力は月が出ている間自身と自身が手をつなぎ輪を作っている仲間の落下速度を自在に低下させ落下ダメージを無効化する「月光の使い」。
神秘能力に優れ、絶対零度の冷気で相手を氷結させる攻撃、熱のない赤い月光で相手を溶かす攻撃アビリティを使用する。また目に見える絆を持つ相手を大幅に強化するアビリティも持つ。
小説版ヒロインにより月で眠っていたルナエンプレスの説得が成功し、彼らを地球に連れてくるときに発生したイベントシナリオ（このときのみ月生まれのルナエンプレスが登録可能に）とリアルタイムイベントを成功させたことにより2011/10/2に正式入学。
カースブレイド
SNSなどを通じて各地で交流を行っている能力者集団。呪われた剣とされる「呪剣」を持ち、武器の力を利用したアビリティを使用する。
気魄能力に優れ、詠唱兵器の「通常攻撃ボーナス」が反映される単体攻撃アビリティを持つ。本業能力は、食事から栄養摂取ができなくなる代わりに呪剣で殺した者を剣に「喰わせる」ことで栄養を摂る「捕食」。
大陸妖狐に友好的であるため、銀誓館とは敵対している。また、メガリス「大帝の剣」の復活にまつわる事件にも関わっている。
ゴーストタウンにいる宿敵ゴーストを倒そうとしていた一部集団（大陸妖狐とは無関係）が銀誓館学園と接触し、仇敵を下した後2011/12/12に入学。
フリッカーダイヤ
音楽を操るジョブ系統「フリッカー」の中でも、「音」の制御にたけたジョブ。
気魄・神秘能力が高く範囲回復や回避困難攻撃などのアビリティを使用する。本業能力は戦場内の音が戦場外に聞こえないように遮断する「サウンドシャッター」。
札幌市で活動していたフリッカーダイヤの集団と銀誓館学園が接触、共に原初の吸血鬼「伯爵」に挑んだが敗北し、学園によって救助されたことにより2011/12/12に入学。
ストームブリンガー
小説「シルバーレイン・アーリーデイズ」の主人公のジョブで漢字表記は『嵐の王』。シルバーレインをその身に受け嵐の力を操る戦士ジョブ。
気魄・術式能力に優れ水流や雷による複数攻撃（いずれも追撃効果付き）のアビリティを使用する。本業能力は雨の中で休息することによって体力を回復する「優しい雨」。
小説版主人公が、迫りくる脅威に備えて自らに眠る歴代の嵐の王の記憶と力を世界に解き放ったことにより、2012/2/24に入学。
真ジョブ
イグニッションと、巡礼士の技術「リベレイション」を合わせることによって生み出された新たな力。
通常のジョブチェンジと同様に、自分の就いているジョブの「真ジョブ」にリベレイションできる。
真ジョブに就くとアビリティが強化されるほか、一部のアビリティは性能自体が変化したり、別のアビリティに変わるが、代わりに必要CPが増加する。
詠唱調律車両での試練を受けることで、2010/05/10から随時リベレイション可能に。
現在、銀誓館に所属している全てのジョブがリベレイション可能となっている。
また、欧州人狼、大陸妖狐などの銀誓館に敵対している組織も、何らかの形で真ジョブを使用している。

### 特定の条件を満たしたPCが就けるジョブ
ファンガス共生者
「シルバーレインRPGリプレイ」に登場した、来訪者ファンガス（後述）をその身に宿した能力者。
本業能力は菌類を食べても害が及ばず、菌類だけで栄養を得られる「キノコグルメ」。
バランスの取れた能力を持ち、キノコを飛ばしてマヒを与える他、回復と共に相手と1分間のテレパシーをつなげる「マインドトーク」のアビリティを持つ。
特定の依頼に参加しなければ、ジョブチェンジを行えなかった（一度ジョブチェンジすればいつでもジョブチェンジ可能）が、12/04/24からは結社ジョブとして自由にジョブチェンジ可能になった。最初から本業とすることは不可能。
09/04/30、北海道で増えすぎたファンガスの株分けを行ったことにより獲得。

### 現在PCが就けないジョブ
ナイトメア
夢の中に住む、馬の姿をした来訪者ジョブ。ジョブとしての正式名称は不明。
その能力で一般人に悪夢を見せているが、登場するシナリオ上での演出や、前述のナイトメア適合者に囚われる所などから、コミカルな印象を与えることが多い。
2011/01/30のリアルタイムイベントにおいて敗北、組織としては壊滅した。
ナイトメアビースト
ナイトメアと人間が融合することで誕生した、擬似来訪者。身体の一部が獣の姿となる。
ナイトメア適合者のアビリティを使用できるのに加え、アビリティの外見を変更することも可能。
また、特に優れたナイトメアビーストは、自身の夢に関する強力な特殊能力を1つ所有している。
2011/01/30のリアルタイムイベントにおいて敗北、確認されているナイトメアビーストは全て死亡した。
原初の吸血鬼
西洋の強硬派吸血鬼組織を率いているヴァンパイア達。貴種ヴァンパイアの上位に当たるが、狂気に陥っていなければこの力を使えないとされる。
己の影からゴーストを生み出す能力を持ち、それを戦力やアビリティとして使用するが、代わりに伝統的な吸血鬼が持つような弱点も持つようになる。
2009/03/29のリアルタイムイベントから登場し、以降銀誓館と敵対している。
ファンガス
「シルバーレインRPGリプレイ」に登場したキノコ（菌類）の来訪者。
人間に宿った場合、前述の「ファンガス共生者」となる。
朱雀拳士
大陸妖狐がバイトジョブとしていた拳士のジョブ。
「ドリルガントレット」と言う詠唱兵器を使用し、攻撃しながらガードを固めることができるアビリティ、気によって範囲を攻撃するアビリティ、輝きの熱で魔炎を与えるアビリティを持つ。2012/12/17にTRPG版のジョブデータがTRPG版公式サイトで公開された。
玄武拳士
大陸妖狐の配下として登場した拳士のジョブ。
炎使いの拳士同様にドリルガントレットを使用し、全てのアビリティにガードアップ効果がある。また、武器封じの効果を持つアビリティも使用する。2012/12/17にTRPG版のジョブデータがTRPG版公式サイトで公開された。
異形
ジョブかどうかは不明だがここに掲載。強大な力を持つ抗体ゴーストの集団。
抗体兵器を使用し、能力者と同じ「魂が肉体を凌駕する」ことがある。また「生命」を嫌悪し銀誓館学園の能力者達を「生命使い」と呼称する。
普通に倒しただけでは逃走してしまう驚異的な能力を持つ。
人狼の中に潜入し洗脳能力を持つメガリスによって吸血鬼に対する敵意を植え付けるなどして暗躍していたが、2011/03/27のリアルタイムイベントで正体を明かし、「万色の稲妻」を降らせ抗体ゴーストを誕生させた。
その後は銀誓館学園と対立してきたが2012/07/22のリアルタイムイベントにおいて敗北。

### 特殊なジョブ
運命予報士
NPC専用ジョブ。ゴーストに関する事件を「運命予報」という能力で事前に（あるいは事後に）察知でき、その予報によって能力者達に依頼が出される。
能力者ではなく「特別な一般人」と言う位置付けであり、戦闘能力は持たない。

## 使役ゴースト
本来ゴーストは能力者にとって敵であるが、一定の条件を満たしたゴーストは「使役ゴースト」として能力者の味方となる。キャラクターはバイトジョブの代わりにこの使役ゴーストを使役することを選択できる。だが、強力なゴーストを使役するほど、キャラクター自身の力（防具レベル）が低下してしまう。
また、使役ゴーストは主である能力者がその使役ゴーストのレベル＋1に達することで、進化させることが可能となる。進化は任意である上に自由に退化させることもでき、進化と退化に幸運度を必要としない。

### PCが使役できるゴースト
シャーマンズゴースト系
能力者と絆を結ぶことで土地から解放された地縛霊の使役ゴースト。
気魄能力に優れ、炎の力を操る。
ゲーム開始時から使役可能。
進化系統
シャーマンズゴースト→シャーマンズゴースト・フレイム→シャーマンズゴースト・シャドウ→シャーマンズゴースト・ファラオ

モーラット系
能力者と絆を結ぶことで激痛から解放された妖獣の使役ゴースト。
神秘能力に優れ、舌で舐めて傷を癒したり火花で攻撃したりする。
可愛らしい外見からシルバーレインのマスコット的存在。コミックマーケット74ではぬいぐるみも売り出され、後に通信販売も行われた（現在は終了）。
ゲーム開始時から使役可能。
進化系統
モーラット→スーパーモーラット→グレートモーラット→モーラットピュア→モーラットヒーロー

スケルトン系
能力者への愛の力で存在を維持するリビングデッドの使役ゴースト。
術式能力に優れ、武器の扱いを得意とする。進化系統によって扱う武器が違う。
ゲーム開始時から使役可能。
進化系統
スケルトン（青龍刀）→スカルフェンサー（レイピア）→スカルサムライ（日本刀）→スカルロード（大鎌）

フランケンシュタイン系
強力な電流を浴びることで生み出された人工的な使役ゴースト。
気魄能力に優れ、格闘攻撃と広範囲への電気攻撃を行う。
2007/08/31、フランケンシュタインの花嫁の入学と共に使役可能に。
進化系統
フランケンシュタイン→フランケンシュタインB（ブーステッド）→フランケンシュタインFw（ファイナルウェポン）

蜘蛛童（くもわらし）系
前述の来訪者「土蜘蛛」の眷属である、蜘蛛族の使役ゴースト。
平均的な能力を持ち、毒牙による噛み付きや糸での拘束を行う。
土蜘蛛と鋏角衆は蜘蛛童から人間形態に成長するという生態の為、蜘蛛童は土蜘蛛族の幼体であると言える。
2007/10/01、土蜘蛛・鋏角衆の正式入学と共に使役可能に。
進化系統
蜘蛛童→蜘蛛童・膨（くもわらし・ふくらみ）→蜘蛛童・爆（くもわらし・はぜり）

サキュバス系
能力者が使役することで快楽への欲望から解放されたリリスの使役ゴースト。吸血鬼が使役していた。
神秘能力に優れ、精気吸収能力と、コスチュームを変えて自己を強化すると言う能力を所有している。
進化を重ねる毎に外見が幼くなるのも特徴。
2008/06/26、貴種ヴァンパイアの入学と共に使役可能に。
進化系統
サキュバス→サキュバス・キュア→サキュバス・ドール

ケットシー系
ヤドリギ使いが使役している、二足歩行する猫の使役ゴースト。
術式能力に優れ、バッドステータスを与える攻撃（進化段階によって効果が異なる）と、主人に魔力を与え強化する能力を使う。
スケルトン系同様に形態によって違う武器を使用するだけではなく、雰囲気がガラリと変わる。
2009/01/07、ヤドリギ使いの入学と共に使役可能に。
進化系統
ケットシー（剣・銃士）→ケットシーガンナー（二丁拳銃・西部のガンマン）→ケットシーワンダラー（杖・紳士）

ケルベロス系
電子の海から生み出された、イレギュラーな人造使役ゴースト。
気魄能力に優れ、進化するごとに直線攻撃や射撃攻撃を身につけていく。
2009/07/30、人造ゴースト事件を解決し、連れ帰ったことで使役可能に。追加使役ゴーストとしては初めて、ジョブに付随せず単独で実装された。
進化系統
ケルベロスベビー→ケルベロス→ケルベロスオメガ

不滅の使者系
能力者との絆によって、会話能力と引き換えに抗体ゴースト化から解き放たれた妖獣の使役ゴースト。
神秘能力に優れ、範囲回復と攻撃を得意とする。
2012/03/14、超巨大ゴースト『不滅の災い』との戦いで配下の不滅の使者と協力関係を築いたことで使役可能に。他の使役ゴーストと異なり（現時点では）進化系統を持たない。
真・使役ゴースト
使役ゴーストは、自分に試練を課す「夢」を見て、それに打ち勝つことで真・使役ゴーストにパワーアップできる。
ゲーム的には、真の付かない使役ゴーストのLv＋20となり、通常の使役ゴーストの進化・退化と同じように形態選択可能。
例：モーラット（Lv3）の真・使役ゴーストは真モーラット（Lv23）
使役ゴーストの夢に関わるシリーズ依頼をクリアしたことにより、2008/08/01から順次実装。
覚醒・使役ゴースト
使役ゴーストは、『智の神の石版』より解放されし秘儀を理解することで覚醒・使役ゴーストにパワーアップできる。
ゲーム的には、真の付かない使役ゴーストのLv＋40となり、通常の使役ゴーストの進化・退化と同じように形態選択可能。
例：モーラット（Lv3）の覚醒・使役ゴーストは覚醒モーラット（Lv43）
エジプトのゴースト勢力「ファラオ」に関する事件において『智の神の石版』を入手したことにより、2012/03/13から実装。

### 現在PCが使役できないゴースト
現在、PCが使役できない使役ゴーストは登場していない。

## 問題点
- 開始当初よりは改善されたものの、プレイヤー数の爆発的な増加を原因として、シナリオコンテンツにおいては常に需要過多と言って良い状況にある。特にプレイヤー側から見て「メインストーリーに絡む」と目されるシナリオにおいては十数倍にも及ぶ過剰な予約争いが発生するなどの事態が起きており、これらに関する根本的な解決策は（様々な試みがされているものの）未だ無い状態である。
- かつての商業PBMにおいては、メインストーリーに絡むチャンスは最低でも1か月に1回程度はあった。しかしこのゲームの現状では、上記のような理由からプレイングの腕だけではストーリーに絡むことができない。ただし、メインストーリーに絡まない通常のシナリオは1か月半に1回程度は参加可能で、かつてのPBMのようにプレイングが没になることも少ない。また、特に大きなストーリーの山場は全員参加のリアルタイムイベントで行われる。

## テーブルトークRPG版
プレイバイウェブ『シルバーレイン』には、テーブルトークRPG版が存在している。これは『シルバーレインRPG』というタイトルで、2008年4月にエンターブレインよりB5判書籍タイプにて発売された。
テーブルトークRPG版『シルバーレインRPG』のゲームデザインは、トミーウォーカーではなくグループSNEによって行われている。ゲームシステムはプレイバイウェブ版とは全く異なるものとなっているものの、世界設定やプレイヤーキャラクターの立ち位置はプレイバイウェブ版と全く同じであり、プレイバイウェブ版のキャラクターのデータをテーブルトークRPG版のデータに変換して遊ぶことも可能である。

### システム
『シルバーレインRPG』のゲームシステムについて特徴的な部分を解説する。

#### チャプター
『シルバーレインRPG』はシーン制の概念を実装したテーブルトークRPGである。一回のゲームプレイは、複数の「チャプター」によって構成される。ひとつのチャプターが開始されるときに、ゲームマスターは「チャプターの終了条件」を明示するというルールがあり、プレイヤーは各チャプターごとに終了条件を満たすことを目的として動くことになる。このルールによって、プレイヤーがゲーム中において「自分が次に何をすればシナリオのクリアに近づくのか」ということを見失うことがないようになっている。

#### ロールカード
『シルバーレインRPG』では行為判定はダイスでなくカードで行われる。判定に使われるカードはルールブックに同封されている専用のカードで「ロールカード」と呼ばれるものである。ロールカードには1～4までの数字がひとつ書かれており、プレイヤーは行為判定の際に、自分が手札として所有しているカード一枚を場に出し、そのカードの数字とキャラクターが持つ固有の判定値を足し合わせて、それが行為判定の目標値以上であれば、その判定は成功とみなされる。なお、カードは複数枚を同時に使っても良い。
カードの補充はプレイヤーキャラクターが持つ「運命の糸」というポイントを消費することで補充される（一点につき一枚）。「運命の糸」ポイント自体の補充は、なんらかの行為判定でロールカードが一枚使用されたときに、カードに書かれた「アクトワード」に沿ったロールプレイを行うことで一点ずつ補充される。このことから、ロールカードはロールプレイ支援システムとしての特徴をもつとも言える。なお、一回の行為判定で得られる「運命の糸」ポイントは一点なために、行為判定にカードは複数枚使うことは高いリスクを持つ。

### オンラインセッション
『シルバーレインRPG』はオンラインセッションに力を入れているタイトルでもある。『シルバーレインRPG』専用のオンラインセッション用チャットツール『メガリスドライブ』がトミーウォーカーの公式サイトよりダウンロードでき、カードを使った本作のゲームシステムをすべて再現することができるようになっている。

## 関連製品

### TRPG
ルールブック～エンドレスデイズまではエンターブレイン、それ以降は新紀元社から発行されている。
シルバーレインRPG
テーブルトークRPG (TRPG) のルールブック。2008年6月11日発売。
グループSNEの友野詳・安道やすみち執筆。
カードを利用したTRPG版オリジナルの判定システムだが、キャラクターデータに関してはPBW版のものを利用できる。
対応レベルは20～40、対応ジョブ・使役ゴーストは「ナイトメア適合者」以前に入学した20ジョブ＋蜘蛛童系までの5種。
シルバーレインRPGvol.2 人狼VS吸血鬼
同TRPGの追加データブック。2008年8月23日発売。
PBW版にも存在する感情システムの他、RPG独自の要素を持つ結社システム、協力して攻撃できるクロスアビリティなどの新システムを搭載。
また、20枚の追加ロールカードも付属している。
追加ジョブ・使役ゴーストは、除霊建築士～雪女までの6ジョブ＋サキュバス系＋真・使役ゴースト。
シルバーレインRPGvol.3 メガリスクライシス
追加データブック。2009年2月16日発売。
メガリスゴーストを含むメガリスについての各種サポートの他、新ルール『クライシス判定』『リール判定』などが登場。
また、21枚の追加ロールカードも付属している。
40レベル～60レベルにも対応。追加ジョブ・使役ゴーストは、ブロッケン～白虎拳士までの5ジョブ＋ケットシー系。
シルバーレインRPGvol.4 エンドレスデイズ
追加データブック。2009年8月19日発売。
『学園』と『心の動き』をテーマにしたサプリメントで、トミーウォーカー監修による学園の書き下ろし設定資料や、新システム『エレメントシステム』を搭載。
PC間戦闘である「学園黙示録」のルールや「防具覚醒」も掲載。
また、20枚の追加リードカードも付属している。
追加ジョブはファンガス共生者、フリッカーハート、ゴーストチェイサーの3ジョブ。
シルバーレインRPGvol.5 幽世奇談（かくりよきだん）
追加データブック。2010年9月10日発売。
『ゴーストタウン』をテーマにしたサプリメントで、オートシナリオやゴーストの追加データなどを搭載。
追加ジョブは科学人間、サンダーバード、妖狐、巡礼士、太陽のエアライダーの5ジョブ。
シルバーレインRPGvol.6　兇鬼戦線
追加データブック。2011年8月25日発売。
『悪の組織』をテーマにしたサプリメントで、真ジョブ覚醒、学園以外に所属する能力者の作成ルールや見えざる狂気のルール、他組織の設定等を搭載。
追加ジョブは処刑人、書道使いのPBW版加入済み2ジョブに加え、発売日時点でPBW版未加入のカースブレイド、ストームブリンガー、ルナエンプレスのデータもPC用として掲載されている。
シルバーレインRPGリプレイ
TRPGリプレイ。
篠谷志乃執筆の、TRPG版シルバーレインのリプレイ。
トミーウォーカー社長のうえむらもプレイヤーで参加している。
1巻：白き女王の夜　2008年6月30日発売。
2巻：白き災いが天に舞う　2008年10月30日発売。
3巻：白き大地の目覚め　2009年1月30日発売。
シルバーレインRPGリプレイ　蒼き破鏡の使者　
TRPG版シルバーレインのリプレイ。2009年12月12日発売。
友野詳執筆のRole&Roll43号に掲載されたイラストレイター・セッション『海が真紅に染まらぬうちに』と安道やすみちの書き下ろしリプレイ『蒼き破鏡の使者』の2本を収録。

### その他
シルバーレインガイドブック
グループSNEの篠谷志乃の執筆による、PBW版シルバーレインのガイダンス本。2008年4月28日発売。
全ページフルカラーでPBWの魅力や遊び方を紹介する。
シルバーレイン・アーリーデイズ
友野詳執筆、エンターブレインより刊行の小説で、銀誓館学園創立の数年前、1995年を舞台にしたストーリーとなっている。2巻刊行後2年間刊行が止まっていたが、2011年に新紀元社から1・2巻と完結編部分を合わせた単行本として出版された。
PBW版側と連動し、小説のジョブやキャラクターがPBWに登場するなどしている。
1巻：銀の雨降る　2008年11月30日発売。
2巻：月の光煌く　2009年5月30日発売。
シルバーレイン　アーリーデイズ　2011年8月25日発売。
シルバーレイン デッドエンドデッド
NB執筆。ウェブコミック『Webコミックゲッキン』で2011年4月 - 8月に連載されていた漫画。
本来はPBW版側と連動し抗体ゴースト『デッドエンド』の背景やPBW版での異形の作戦についての伏線等を張っていたが、PBW版にてデッドエンドの制作者が早期に封印されたためこの漫画での設定がはっきりと扱われることはなかった（『シルバーレイン・プロジェクト』内の記事「IFワールド　銀誓館学園の敗北！」より）。2012/12/20、TRPG版の公式サイト『シルバーレイン・プロジェクト』で本漫画での伏線がPBW版で扱われていた場合登場していたジョブ「デッドエンドデッド」のデータが公開された。
シルバーレイン デッドエンドデッド　角川書店　2011年11月10日発売。